# Brilhagedis
De brilhagedis (Scelarcis perspicillata) is een hagedis uit de familie echte hagedissen (Lacertidae).

## Naamgeving en taxonomie
De brilhagedis werd voor het eerst in 1839 wetenschappelijk beschreven als Lacerta perspicillata door de natuuronderzoekers André Marie Constant Duméril en Gabriel Bibron. Sinds 2007 wordt de hagedis tot het geslacht Scelarcis gerekend, dit geslacht was al eerder beschreven door Fitzinger in 1843.
De hagedis werd eerder bij de geslachten Teira en Lacerta ingedeeld. Hierdoor is de literatuur niet altijd eenduidig over deze soort. Het is tegenwoordig de enige soort uit het monotypische geslacht Scelarcis.
De soortaanduiding perspicillata komt uit het Latijn en betekent vrij vertaald 'opvallend'.

### Ondersoorten
Er worden drie ondersoorten erkend. Er is discussie over de status van de ondersoorten vanwege de sterk overlappende verspreidingsgebieden. De brilhagedis wordt vertegenwoordigd door de volgende ondersoorten, met de auteur en het verspreidingsgebied.
| Naam                                  | Auteur                 | Verspreidingsgebied                         |
| ------------------------------------- | ---------------------- | ------------------------------------------- |
| Scelarcis perspicillata chabanaudi    | Werner, 1931           | Algerije, Marokko, geïntroduceerd in Spanje |
| Scelarcis perspicillata pellegrini    | Werner, 1929           | Marokko                                     |
| Scelarcis perspicillata perspicillata | Duméril & Bibron, 1839 | Marokko                                     |

## Uiterlijke kenmerken
De naam 'brilhagedis' slaat op de onderste oogleden, waarin een doorzichtig venster zit. Hierdoor kan de hagedis met gesloten ogen toch goed zien, dit komt bij wel meer echte hagedissen voor. Een andere soort, de slangenooghagedis (Ophisops elegans), heeft ook een dergelijke bril maar kan de oogleden niet meer opendoen; het onderste ooglid is met het bovenste vergroeid.
De hagedis heeft een afgeplatte bouw, de mannetjes hebben een zeer donkere, bijna zwarte achtergrondkleur, met talloze ronde, kleine witte vlekken die dicht geconcentreerd zijn maar ook een meer fijnmazige nettekening komt voor. In de paartijd krijgen de mannetjes een rode keel en een groene flank, de vrouwtjes zijn groenbruin met een grijze staart. De hagedis kan een totale lengte van 24 centimeter bereiken inclusief de lange staart.

## Levenswijze
Het voedsel bestaat uit insecten en andere ongewervelden. De brilhagedis is een zeer snelle soort en ook vliegende insecten kunnen worden buitgemaakt doordat de hagedis in de lucht kan springen. De vrouwtjes zetten een tot drie eieren af per legsel.

## Verspreiding en habitat
In Europa komt deze hagedis alleen voor op Menorca, een klein eilandje behorend tot de eilandengroep de Balearen. Het is hier echter een exoot die door de mens is verspreid. Oorspronkelijk komt de brilhagedis voor in noordelijk Afrika; in Algerije en Marokko.
De brilhagedis is een klimmende soort die op muurtjes, boomstammen en rotswanden leeft in gebieden met veel stenen, zoals rotsige hellingen. Ook in scrubland kan de hagedis worden aangetroffen.

### Beschermingsstatus
Door de internationale natuurbeschermingsorganisatie IUCN is de beschermingsstatus 'veilig' toegewezen (Least Concern of LC).